# Campionati del mondo di atletica leggera 2019 - 5000 metri piani maschili
La gara dei 5000 metri piani maschili dei Campionati del mondo di atletica leggera 2019 si è svolta il 27 e il 30 settembre.

## Podio
| Pos.    | Atleta         | Nazionalità | Tempo    |
| ------- | -------------- | ----------- | -------- |
| Oro     | Muktar Edris   | Etiopia     | 12'58"85 |
| Argento | Selemon Barega | Etiopia     | 12'59"70 |
| Bronzo  | Mohammed Ahmed | Canada      | 13'01"11 |

## Situazione pre-gara

### Record
Prima di questa competizione, il record del mondo (RM) e il record dei campionati (RC) erano i seguenti.
| Record                | Prestazione | Atleta                  | Data                                | Competizione   |
| --------------------- | ----------- | ----------------------- | ----------------------------------- | -------------- |
| Record mondiale       | 12'37"35    | Kenenisa Bekele Etiopia | 31 maggio 2004 Hengelo, Paesi Bassi | FBK Games 2004 |
| Record dei campionati | 12'52"79    | Eliud Kipchoge Kenya    | 31 agosto 2003 Parigi, Francia      | Mondiali 2003  |

### Campioni in carica
I campioni in carica, a livello mondiale e olimpico, erano:
| Campione | Atleta               | Prestazione | Data                                   | Competizione   |
| -------- | -------------------- | ----------- | -------------------------------------- | -------------- |
| Olimpico | Mo Farah Regno Unito | 13'03"30    | 20 agosto 2016 Rio de Janeiro, Brasile | Olimpiadi 2016 |
| Mondiale | Muktar Edris Etiopia | 13'32"79    | 12 agosto 2017 Londra, Regno Unito     | Mondiali 2017  |

### La stagione
Prima di questa gara, gli atleti con le migliori tre prestazioni dell'anno erano:
| Pos. | Atleta                       | Prestazione | Data                        |
| ---- | ---------------------------- | ----------- | --------------------------- |
| 1    | Telahun Haile Bekele Etiopia | 12'52"98    | 06 giugno 2019 Roma, Italia |
| 2    | Selemon Barega Etiopia       | 12'53"04    | 06 giugno 2019 Roma, Italia |
| 3    | Hagos Gebrhiwet Etiopia      | 12'54"92    | 06 giugno 2019 Roma, Italia |

## Risultati

### Batterie
Le batterie si sono svolte il 27 settembre dalle ore 19:45.
| Pos | Batteria | Nome                          | Nazionalità      | Tempo     | Note                          |
| --- | -------- | ----------------------------- | ---------------- | --------- | ----------------------------- |
| 1   | 2        | Paul Chelimo                  | Stati Uniti      | 13'20"18  | Q                             |
| 2   | 2        | Telahun Haile Bekele          | Etiopia          | 13'20"45  | Q                             |
| 3   | 2        | Filip Ingebrigtsen            | Norvegia         | 13'20"52  | Q                             |
| 4   | 2        | Stewart McSweyn               | Australia        | 13'20"58  | Q                             |
| 5   | 2        | Nicholas Kimeli               | Kenya            | 13'20"82  | Q                             |
| 6   | 2        | Isaac Kimeli                  | Belgio           | 13'20"99  | q                             |
| 7   | 2        | Henrik Ingebrigtsen           | Norvegia         | 13'21"22  | q                             |
| 8   | 2        | Hassan Mead                   | Stati Uniti      | 13'22"11  | q,                            |
| 9   | 1        | Selemon Barega                | Etiopia          | 13'24"69  | Q                             |
| 10  | 1        | Jacob Krop                    | Kenya            | 13'24"94  | Q                             |
| 11  | 1        | Muktar Edris                  | Etiopia          | 13:25"00  | Q,                            |
| 12  | 1        | Jakob Ingebrigtsen            | Norvegia         | 13'25"20  | Q                             |
| 13  | 1        | Mohammed Ahmed                | Canada           | 13'25"35  | Q                             |
| 14  | 1        | Birhanu Balew                 | Bahrein          | 13'25"70  | q                             |
| 15  | 2        | Justyn Knight                 | Canada           | 13'25"95  | q                             |
| 16  | 1        | Andrew Butchart               | Regno Unito      | 13'26"46  |                               |
| 17  | 1        | Morgan McDonald               | Australia        | 13'26"80  |                               |
| 18  | 2        | Stephen Kissa                 | Uganda           | 13'27"36  |                               |
| 19  | 1        | Ben True                      | Stati Uniti      | 13'27"39  |                               |
| 20  | 1        | Patrick Tiernan               | Australia        | 13'28"42  |                               |
| 21  | 1        | Yemaneberhan Crippa           | Italia           | 13'29"08  |                               |
| 22  | 2        | Bouh Ibrahim                  | Gibuti           | 13'36."39 |                               |
| 23  | 2        | Ben Connor                    | Regno Unito      | 13'36"92  |                               |
| 24  | 2        | Sam Parsons                   | Germania         | 13'38"53  |                               |
| 25  | 1        | Julien Wanders                | Svizzera         | 13'38"95  |                               |
| 26  | 1        | Robin Hendrix                 | Belgio           | 13'39"69  |                               |
| 27  | 2        | Abadi Hadis                   | Etiopia          | 13'42"89  |                               |
| 28  | 1        | Oscar Chelimo                 | Uganda           | 13'42"94  |                               |
| 29  | 1        | Marc Scott                    | Regno Unito      | 13'47"12  |                               |
| 30  | 1        | Richard Ringer                | Germania         | 13'49"20  |                               |
| 31  | 2        | Soufiyan Bouqantar            | Marocco          | 14'03"16  |                               |
| 32  | 1        | Jamal Abdelmaji Eisa Mohammed | Atleti Rifugiati | 14'15"32  |                               |
| 33  | 1        | Tariq Ahmed Al-Amri           | Arabia Saudita   | 14'21"19  |                               |
| 34  | 2        | Tachlowini Gabriyesos         | Atleti Rifugiati | 14'28"11  |                               |
| 35  | 1        | Braima Suncar Dabó            | Guinea-Bissau    | 18'10"87  | Miglior prestazione personale |
|     | 2        | Gerard Giraldo                | Colombia         | dnf       |                               |
|     | 2        | Said El Otmani                | Italia           | dnf       |                               |
|     | 2        | Viro Ma                       | Cambogia         | dnf       |                               |
|     | 1        | Jonathan Busby                | Aruba            | dq        | [ 3 ]                         |

### Finale
La finale si è svolta il 30 settembre alle ore 21:20.
| Pos.    | Nome                 | Nazionalità | Tempo    | Note                                     |
| ------- | -------------------- | ----------- | -------- | ---------------------------------------- |
| Oro     | Muktar Edris         | Etiopia     | 12'58.85 | Miglior prestazione personale stagionale |
| Argento | Selemon Barega       | Etiopia     | 12'59"70 |                                          |
| Bronzo  | Mohammed Ahmed       | Canada      | 13'01"11 |                                          |
| 4       | Telahun Haile Bekele | Etiopia     | 13'02"29 |                                          |
| 5       | Jakob Ingebrigtsen   | Norvegia    | 13'02"93 |                                          |
| 6       | Jacob Krop           | Kenya       | 13'03"08 | Miglior prestazione personale            |
| 7       | Paul Chelimo         | Stati Uniti | 13'04"60 | Miglior prestazione personale stagionale |
| 8       | Nicholas Kimeli      | Kenya       | 13'05"27 |                                          |
| 9       | Birhanu Balew        | Bahrein     | 13'14"66 |                                          |
| 10      | Justyn Knight        | Canada      | 13'26"63 |                                          |
| 11      | Hassan Mead          | Stati Uniti | 13'27"05 |                                          |
| 12      | Stewart McSweyn      | Australia   | 13'30"41 |                                          |
| 13      | Henrik Ingebrigtsen  | Norvegia    | 13'36"25 |                                          |
| 14      | Isaac Kimeli         | Belgio      | 13'44"29 |                                          |
|         | Filip Ingebrigtsen   | Norvegia    | dnf      | dnf                                      |